# Agence Nostradamus
L'Agence Nostradamus est un feuilleton télévisé français, en neuf épisodes de moins de quinze minutes, créé par Jean Luc et Pierre Dumayet, réalisé par Claude Barma et diffusé les lundis, mercredis et vendredis, du 9 octobre 1950 au 27 octobre 1950, sur RTF Télévision. Ce feuilleton policier est le premier produit pour la télévision française,. La réception télévisée étant incertaine, la diffusion de cette série est assez erratique, et cette première expérience n'est pas poursuivie.

## Synopsis
En neuf épisodes d’une dizaine de minutes chacun, un duo de détectives privés enquête sur une série de meurtres impliquant une agence matrimoniale, l'agence Nostradamus, qui organise les rencontres en fonction du signe astrologique des prétendants.

## Distribution
- Denise Provence : Dominique
- Jacques-Henry Duval : Robert
- Tsilla Chelton : Angélique (Tsilla Chelton au générique)
- Pierre Moncorbier : Le Professeur K
- Henri Demay : Monsieur Saturnin
- Jo Dest : Monsieur Ilsen
- René Havard : le réceptionniste
- Jean-Pierre Vaguer : le client timide
- Geneviève Morel : la cliente exubérante
- Jean-Claude Deret : Le policier moustachu
- Jacques Maffioli : le second policier (Mafioli au générique)
- Jean-Paul Moulinot : un client
- Michèle Brabo : la dame au chien
- Marguerite Ducouret : Madame Guillon
- Roger Saltel : un gangster
- Pierre Goutas : un gangster
- Jean-Jacques Daubin : Rudy Mc Beth
- Cora Camoin : La Frisette (Claude Camoin au générique)

## Épisodes

### Un Vaudor est toujours debout! (lundi9 octobre 1950,13min8s)
Une jeune femme, Dominique, ayant hérité de l'agence de détective privé de son oncle, Maurice Vaudor, cherche un assistant. Un jeune homme, Robert, se présente et tandis qu'il lui explique ses projets, un homme arrive dans le bureau et leur raconte que sa femme, avec laquelle il est en voyage de noces, a reçu des menaces de mort dans une lettre anonyme. Tous trois décident d'aller la retrouver à l'hôtel Georges V où réside le couple. Mais arrivés dans la chambre, ils la découvrent allongée sur le lit, un couteau en plein cœur et un prospectus posé sur le corps : "Tant qu'il y aura des étoiles l'Agence Nostradamus fera votre bonheur"... Or l'Agence Nostradamus est l'agence matrimoniale qui les a mariés...

### Double enquête chez l'astrologue (mercredi11 octobre 1950,9min11s)
Sans s'être concertés, en se faisant passer pour des clients, Dominique et Robert se rendent tour à tour à l'Agence Nostradamus pour enquêter. Afin de les satisfaire et de leur permettre de trouver l'âme sœur, l'agence utilise l'horoscope comme méthode. Dominique surprend une étrange conversation entre "le professeur", directeur de l'agence, et une jeune femme... Tandis qu'en la présence de Robert, "le professeur" reçoit le journal du jour avec l'annonce du crime et la mention de son agence...

### Rendez vous avec l'Amour (vendredi13 octobre 1950,7min31s)
Une fois leurs horoscopes établis, les deux détectives ont rendez-vous séparément à l'agence pour rencontrer celui et celle qui leur sont destinés. Pendant que l'un et l'autre font la connaissance de leurs futurs conjoints respectifs, l'assistant du professeur, monsieur Saturnin, intervient, car il y a eu une erreur dans les horoscopes : en réalité Dominique doit épouser Robert... Les deux amis font le point sur ce qu'ils ont découvert quand deux policiers arrivent pour savoir s'ils connaitraient un certain Emile Faber : ce dernier vient d'être assassiné et un prospectus de l'Agence Nostradamus a été retrouvé sur son cadavre...

### La Nuit des horoscopes (lundi16 octobre 1950,10min4s)
Robert et Dominique se rendent à l'Agence Nostradamus pour y enquêter de nuit. Ils découvrent un des policiers ivre mort et, en fouillant dans le bureau du professeur, ils trouvent une liste de quatre noms parmi lesquels ceux des deux personnes assassinées... Ils sont interrompus dans leurs recherches par l'entrée du professeur dans la pièce. Tout en refaisant son horoscope au tableau, il s'adresse, de dos, au policier endormi pour lui expliquer qu'il reçoit lui aussi tous les jours des menaces de mort. En se retournant, il aperçoit un prospectus de l'agence sur le corps de l'inspecteur : "tu mourras bientôt"... Qui l'a posé là ?

### La Dernière menace (mercredi18 octobre 1950,8min19s)
Dominique et Robert dévoilent au professeur leur véritable profession et les raisons de leur enquête. Ils lui parlent de la liste de noms trouvée dans le bureau : le professeur raconte qu'il s'agit de quatre personnes qui ont toutes fait de riches mariages grâce à l'agence. C'est alors qu'il reçoit un coup de téléphone : la troisième personne sur la liste vient de mourir et on a trouvé sur la porte de sa chambre le même prospectus de l'Agence Nostradamus. Affolé, il leur demande protection car à qui profite ces crimes ? Mais au même instant, une bande de gangsters dirigée par une femme masquée fait irruption dans le bureau...

### Trop d'eau dans le whisky (vendredi20 octobre 1950,7min32s)
On apprend que le professeur est un escroc et que les quatre personnes sur la liste étaient en fait des hommes et femmes de paille auxquels il a fait faire de riches mariages en échange d'une commission. La femme masquée qui vient d'entrer dans le bureau n'est autre que "la Frisette" : la quatrième de la liste. Elle vient présenter son mari au professeur, un gangster de Chicago avec qui elle file le parfait amour... Est-elle hors de danger ? Monsieur Saturnin, l'assistant du professeur, ne semble pas le croire car selon lui ce mariage ne plaît pas aux astres... Désirant se rafraîchir, la jeune femme demande à Angélique, la secrétaire, où se trouve la salle de bains. Quelques instants plus tard, son corps est retrouvé pendu par les pieds avec une nouvelle fois le prospectus de l'Agence Nostradamus à ses côtés...

### Le Secret d'Angélique (lundi23 octobre 1950,8min22s)
Robert et Dominique croient chacun avoir trouvé l'assassin. Dominique soupçonne Angélique, la secrétaire, et décide de lui rendre visite à l'agence. Or cette dernière, restée vieille fille, lui avoue qu'elle est secrètement amoureuse du professeur... Robert téléphone pour annoncer qu'il a découvert le criminel...

### La Vengeance des astres (mercredi25 octobre 195011min21s)
Robert a découvert le mécanisme des crimes et pense avoir ainsi trouvé l'assassin. Il rapporte ses découvertes au professeur et à M. Saturnin : les quatre personnes assassinées ont été frappées dans l'organe gouverné par leur véritable signe pour que les astres soient vengés. En effet, pour les marier, le professeur avait truqué leurs dates de naissance, modifiant ainsi leurs horoscopes, ce qui a provoqué la fureur de l'assassin et son désir de tuer également le professeur. M. Saturnin, très intéressé, acquiesce à tout ce que dit Robert. Après avoir demandé à ce dernier de quitter le bureau, Robert propose un plan au professeur : il sait qui est le criminel mais n'a pas de preuve, il lui demande donc de servir d'appât...

### Sous le signe de Saturne (vendredi27 octobre 1950,9min7s)
À l'agence, Robert et le professeur attendent l'assassin, supposé entrer dans le bureau à une heure précise, calculée d'après les astres. À l'heure dite, M. Saturnin arrive pour tuer le professeur mais il en est empêché par Robert et l'arrivée inopinée de Dominique et Angélique. Fou de dépit, M. Saturnin met fin à ses jours tandis qu'Angélique avoue son amour au professeur. Robert ne dénoncera pas ce dernier à la police s'il épouse sa secrétaire et la laisse diriger l'agence. Dominique et lui quittent les lieux bras dessus bras dessous...

### Accès aux sources
Ce programme de télévision est conservé à l’Ina. Les vidéos et sources écrites sont consultables à l’Ina Thèque sur accréditation.